# Fort du Cabellou
Le fort du Cabellou est  un fort datant du XVIIIe siècle située à Concarneau en Bretagne (France).

## Histoire

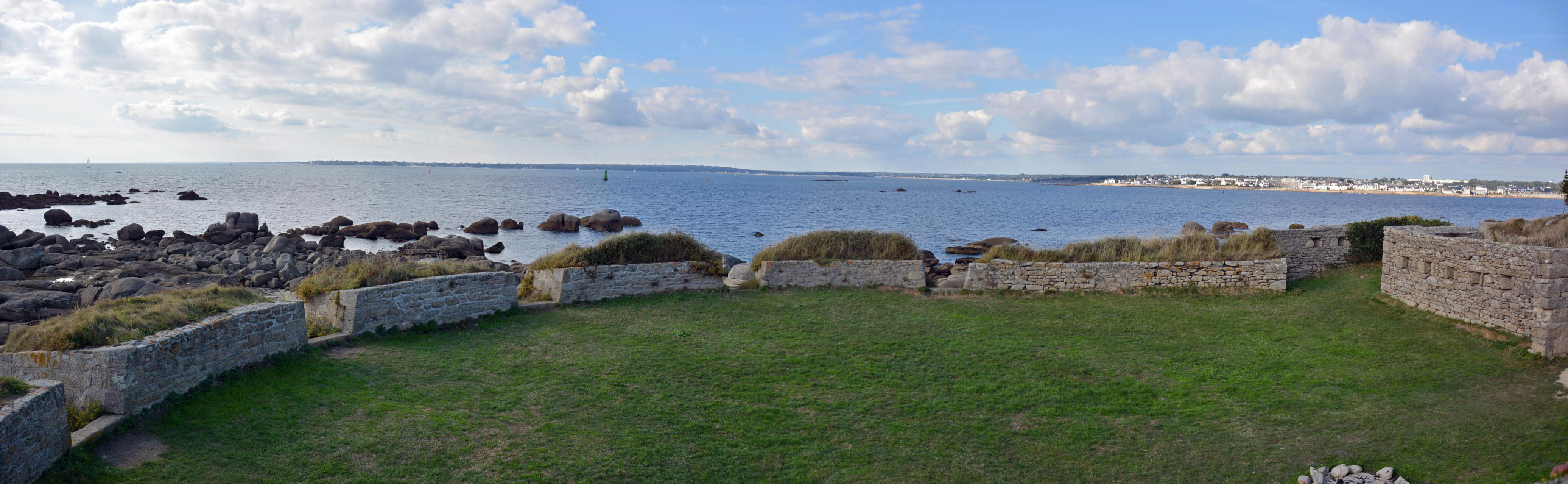
Vue vers l'ouest.

La construction du fort remonte au XVIIIe siècle. Il est érigé, en 1746, afin de défendre l'entrée de la Baie de La Forêt en complément des fortifications installées de l'autre côté de la baie à Beg Meil. Il couvre une zone allant de la pointe de la Jument à la pointe de Beg meil. En 1746, le fort est armé de quatre canons de 24 livres. Cinquante ans plus tard, le fort est armé de canons plus puissants avec quatre de 36 livres et il est servi par 24 canonniers.

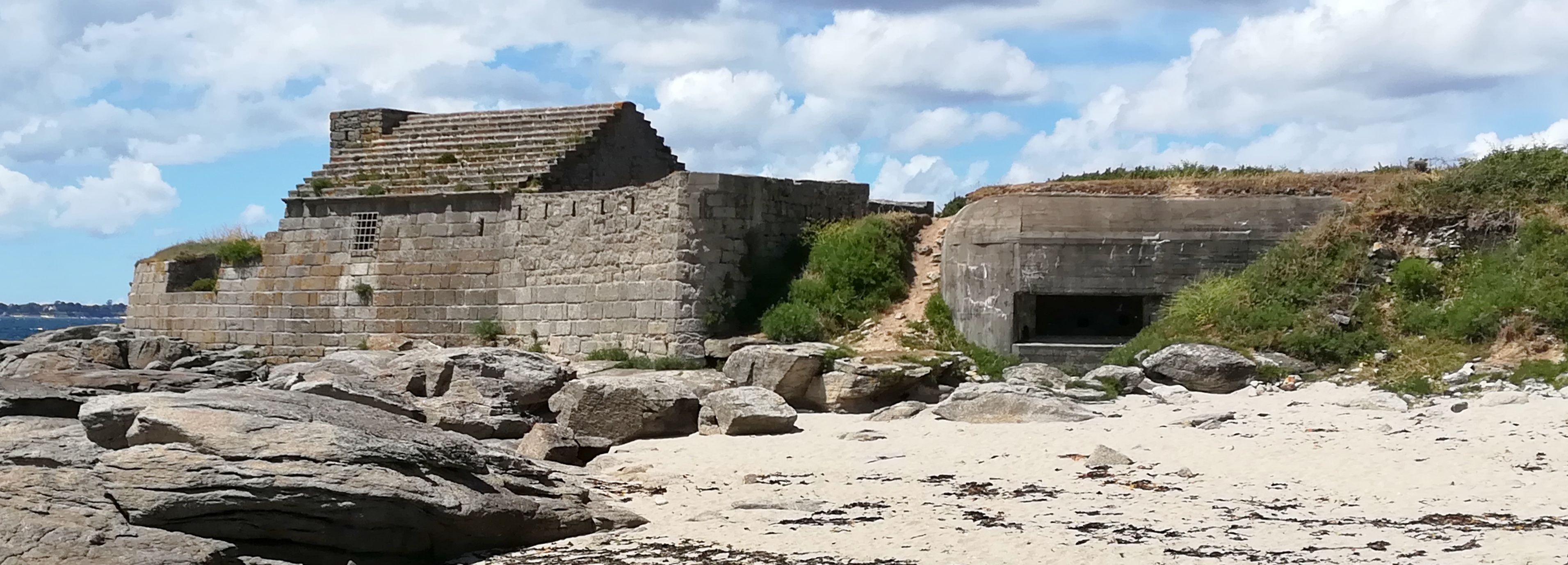
Le fort du Cabellou, construit en 1746, et l'un des blockhaus situé à proximité.

Le fort est construit selon un plan radio-concentrique. Il dispose  d'un corps de garde et d'une poudrière. La poudrière dispose d'un toit en pierre à degrés à l'épreuve des boulets de canon. L'entrée protégée par deux demi-bastions. Le parapet comporte six embrasures orientées vers la mer. Les batteries de côte sont installées en forme de fer à cheval. Avec l'évolution de l'artillerie au XIXe siècle, le fort est rendu obsolète et est déclassé.
Pendant la Seconde Guerre mondiale, les Allemands ont construit deux Blockhaus sur la presqu'ile du Cabellou, l'un d'eux est accolé au fort du Cabellou. Il est la propriété de la commune de Concarneau depuis 1960.

## Monument historique
Le fort du Cabellou est classé au titre des monuments historiques par un arrêté le 8 novembre 1962.

## Musique Bretonne
Par certaines journées de printemps et d'été, il n'est pas rare de pouvoir profiter de la musique envoutante que jouent des sonneurs de binious et bombardes, profitant de ce bel endroit pour répéter. Gavottes de l'aven, Jabadao et Gymnasqua résonnent alors au gré des vents...